# Коган, Евгений Евгеньевич
Ко́ган Евге́ний Евге́ньевич (24 августа (5 сентября) 1882 — 1942) — морской врач, участник обороны Порт-Артура (1904), бывший начальник экспедиции по поиску экспедиции Брусилова (1915).

## Биография
Родился в С.-Петербурге в семье врача Калинкинской больницы, статского советника Евгения Аркадьевича Когана и его жены Ксении Петровны. В 1904 году, будучи студентом IV курса Императорской Военно-Медицинской Академии, был командирован в крепость Порт-Артур, где пробыл всю осаду крепости в составе плавучего госпиталя «Монголия».
С 1907 года военврач 9-го флотского экипажа. В 1908 году назначен врачом морского госпиталя в Порту императора Александра III. В 1913—1914 годах служил врачом на кораблях «Бакан» и «Анадырь» Гидрографического управления Морского министерства Российской империи.
В 1914 году был участником экспедиции, искавшей лейтенанта Седова на судне «Герта».
В результате этой экспедиции на Земле Франца-Иосифа был установлен флаг России и архипелаг был объявлен российским. На сегодняшний день Земля Франца-Иосифа является важным стратегическим объектом Российской Федерации.
В 1915 году назначен начальником экспедиции по поискам лейтенанта Брусилова на судне «Герта».
В 1916 году Петроградская типография Морского министерства в главном Адмиралтействе выпустила предварительный отчет «Плавание экспедиционного судна „Герта“ для поисков лейтенанта Брусилова и его спутников», автором которого являлся Коган.
В 1917 году уволен в отставку в чине коллежского советника по приказу Керенского как бывший порт-артуровец. Имел ученую степень доктора в Императорской Военно-медицинской академии.
В 1942 году ропал без вести в блокадном Ленинграде.

## Награды
За время службы был удостоен следующих наград:
- Медаль «За храбрость» (бесстепенная; 1906)
- Орден Святого Станислава 3-й степени с мечами (18.04.1906)
- Орден Святой Анны 3-й степени с мечами (22.07.1906)
- Медаль «В память русско-японской войны» (серебряная; 1906)
- Медаль Красного Креста «В память русско-японской войны» (1907)
- Орден Святого Станислава 2-й степени (1912)
- Медаль «В память 300-летия царствования дома Романовых» (1913)
- Крест «За Порт-Артур» (1914)
- Орден Святой Анны 2-й степени (1914)
- Медаль «В память 200-летия морского сражения при Гангуте» (1915)
- Орден Святого Владимира 4-й степени (12.11.1915)